# کلیسای جامع سنت سوفیا
کلیسای جامع سنت سوفیا (به اوکراینی: Софійський собор) یک کلیسای جامع در شهر کی‌یف، اوکراین است.
این کلیسا که در قرن ۱۱ میلادی براساس معماری معماری بیزانسی و باروک اوکراینی ساخته شده دارای ۲۹٫۵ متر طول و ۲۹٫۳ متر عرض است، کلیسا سنت سوفیا در سال ۱۹۹۰ در فهرست میراث جهانی یونسکو ثبت شده است.

## نگارخانه

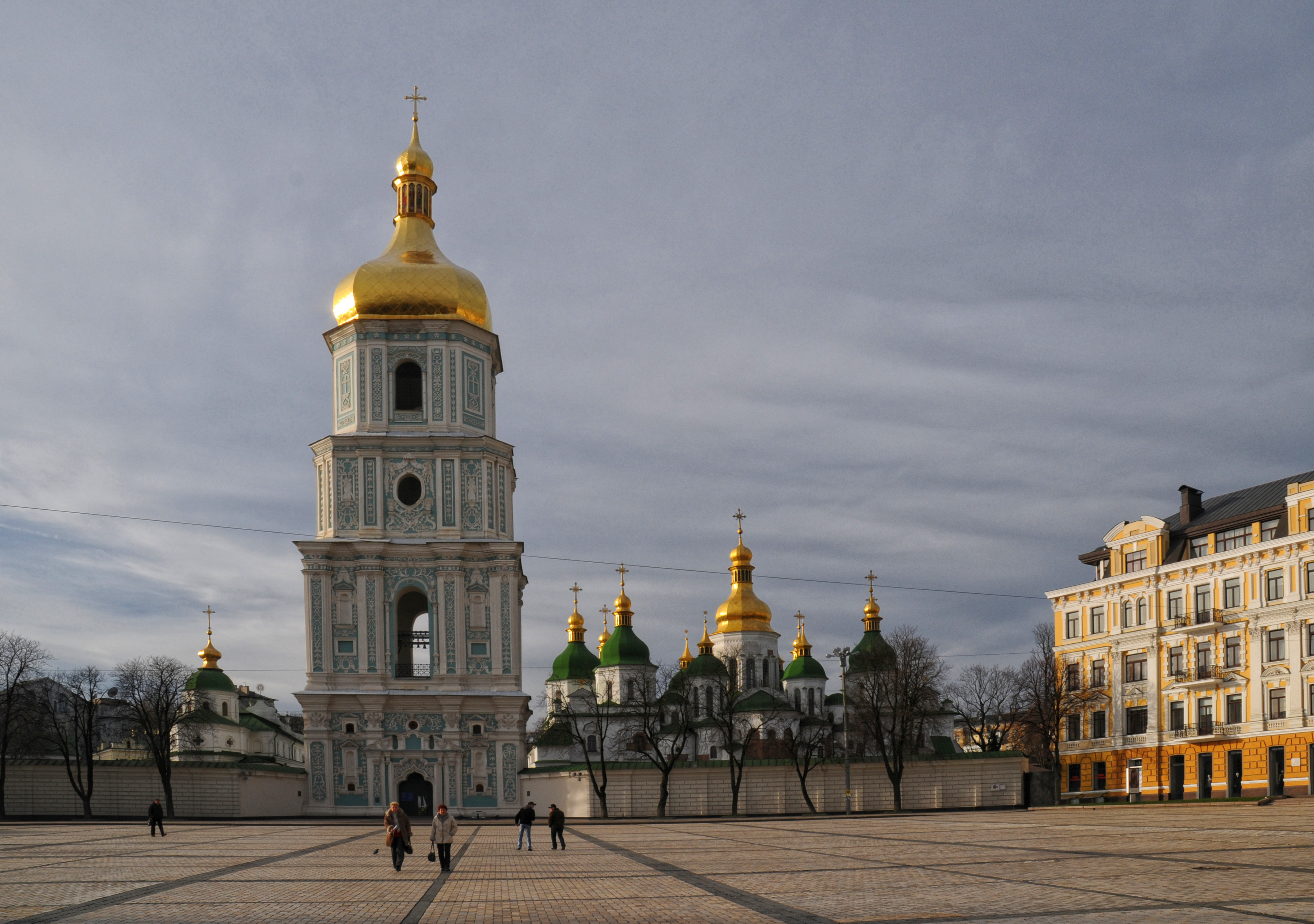
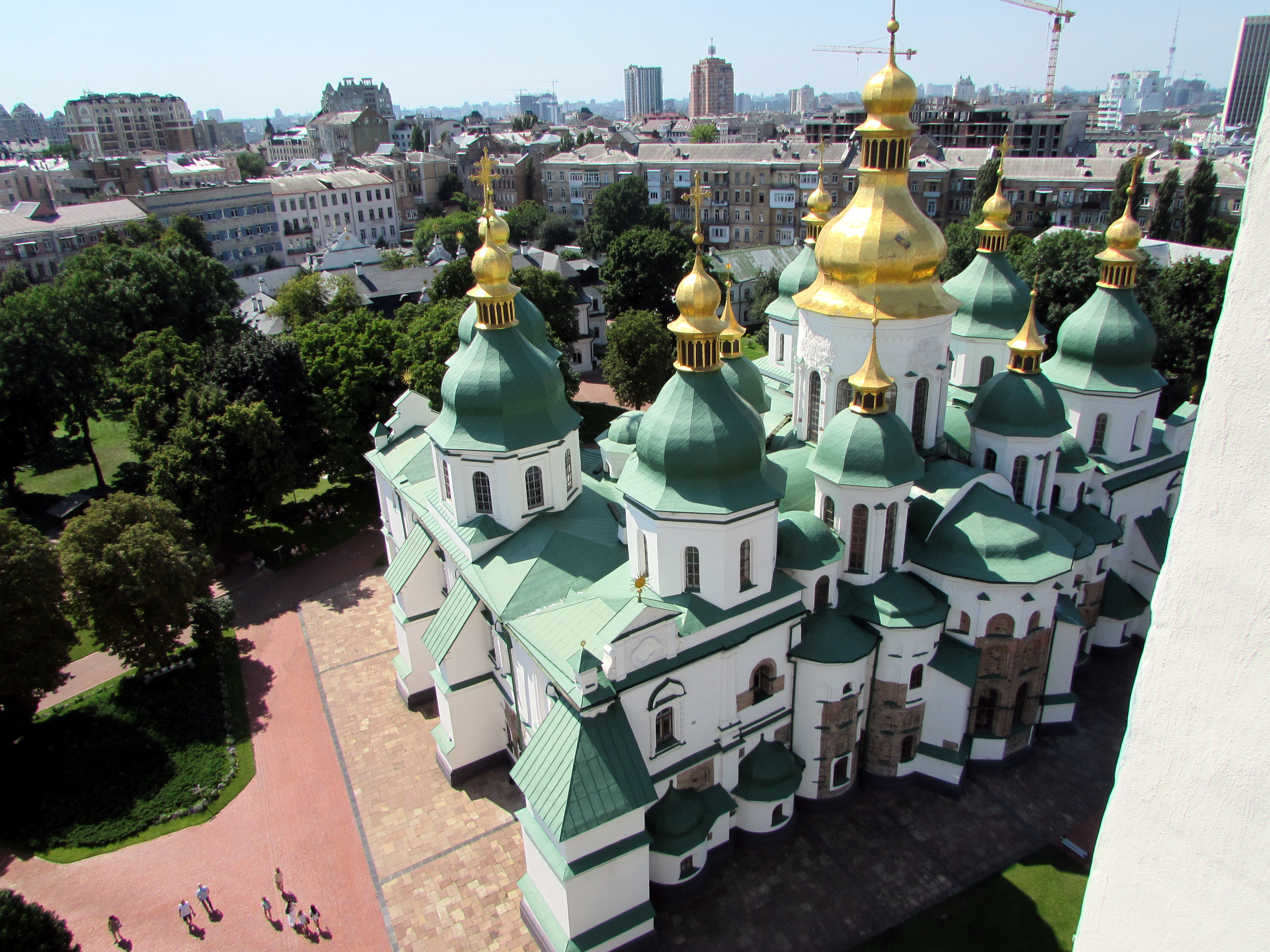
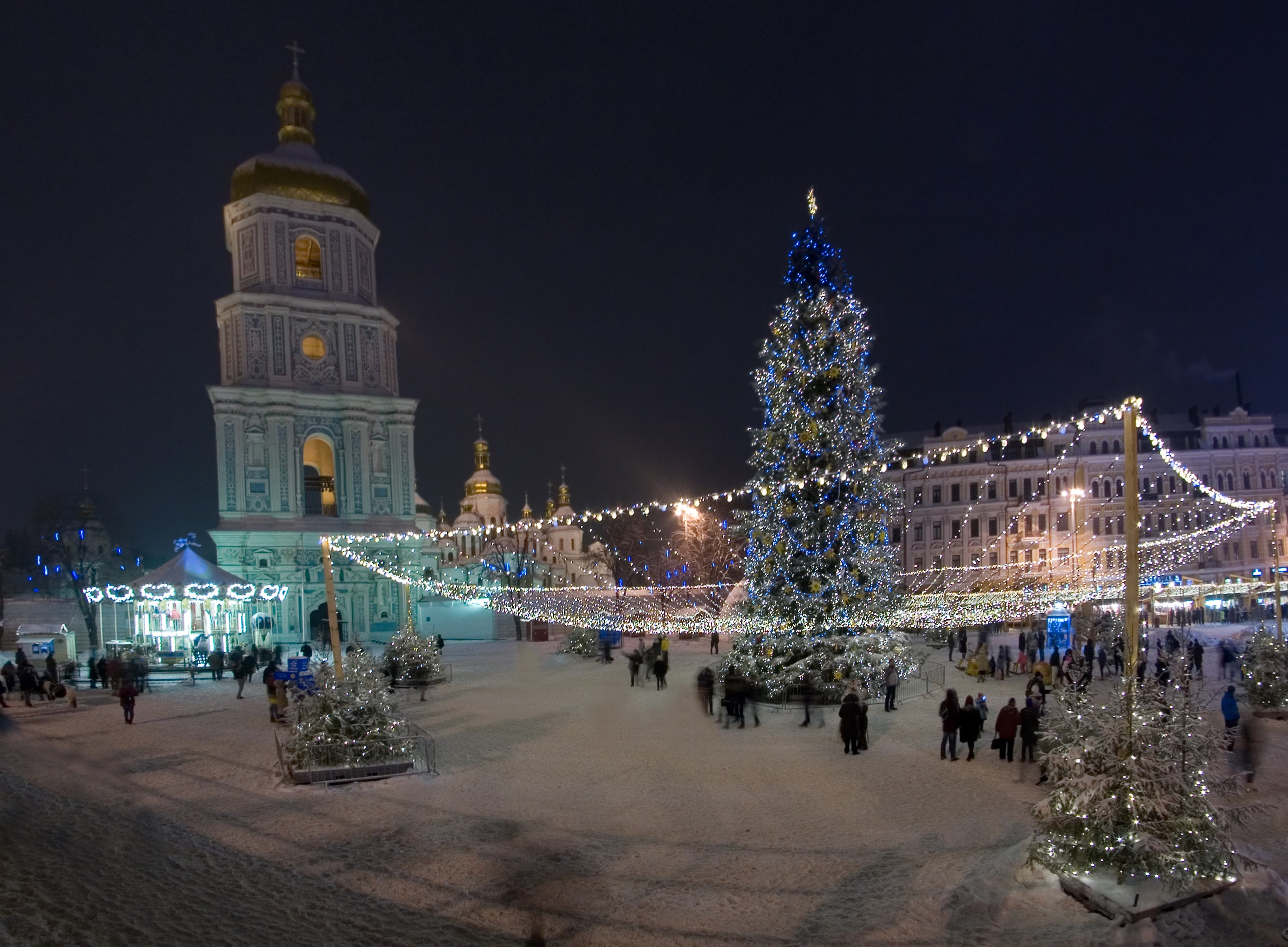
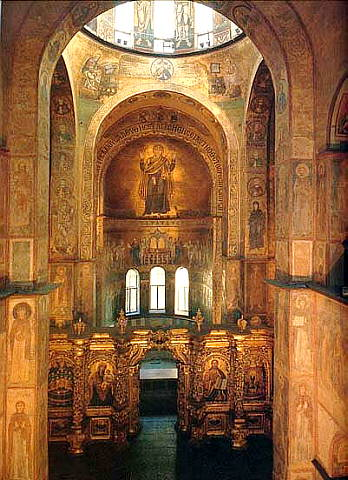
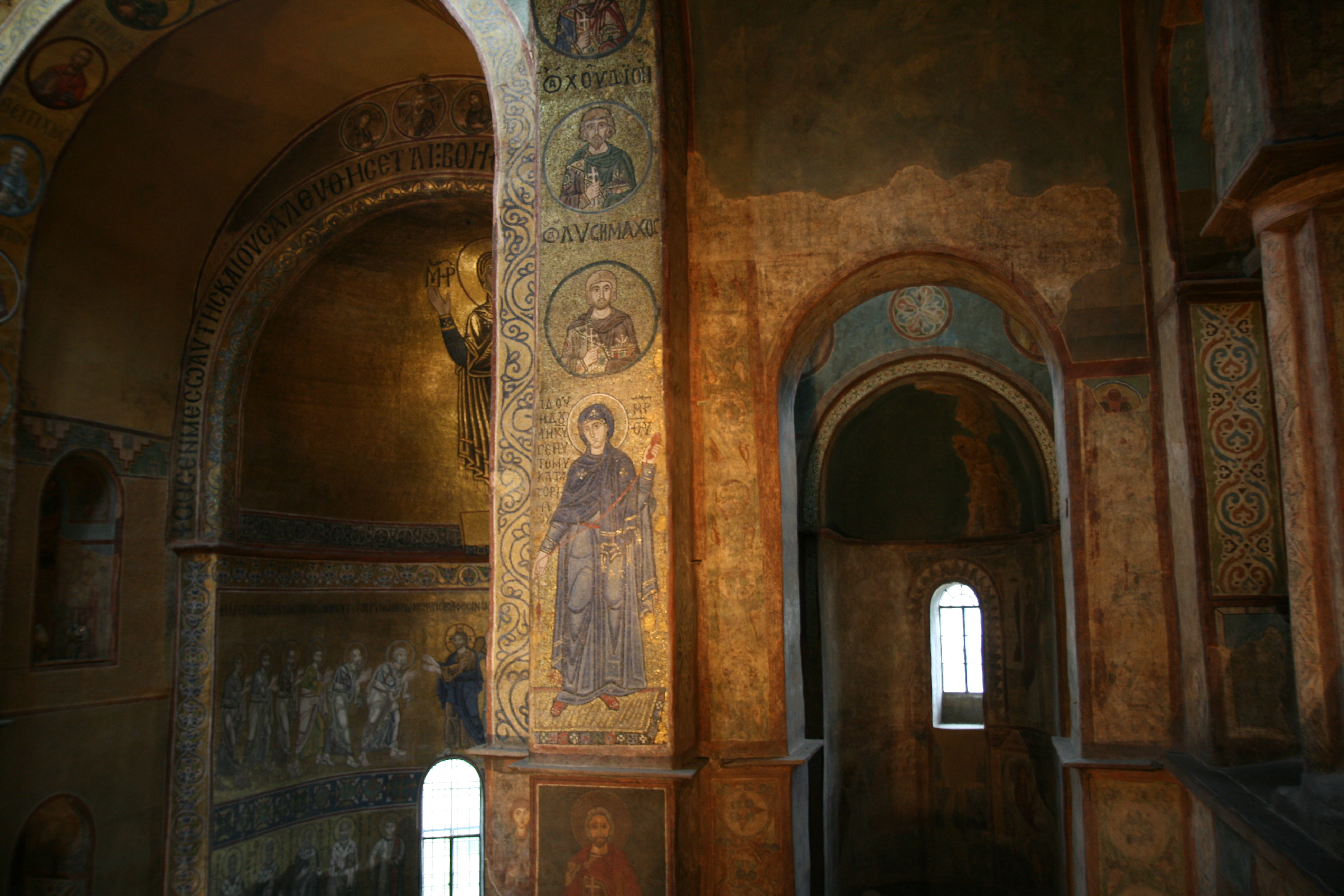
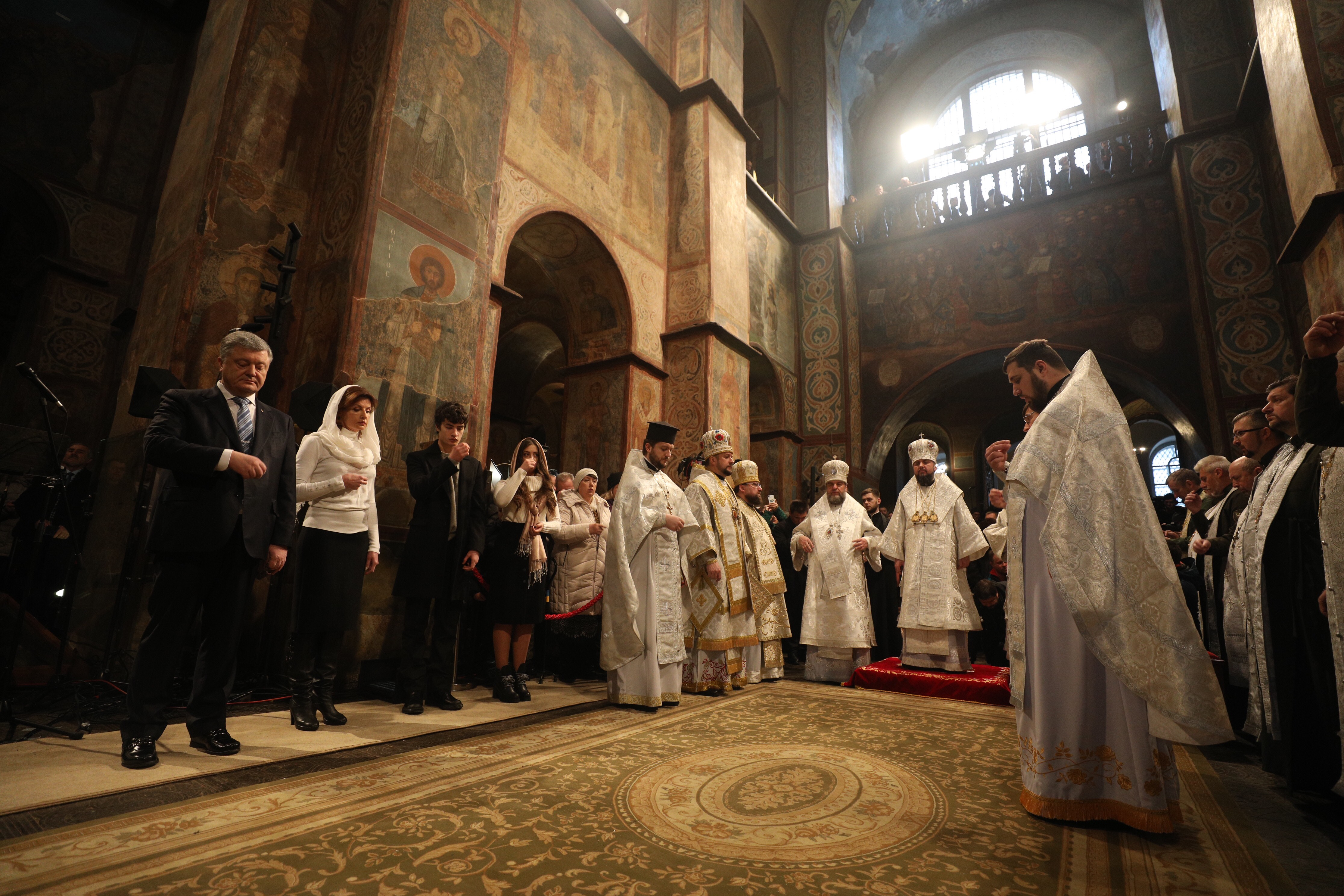
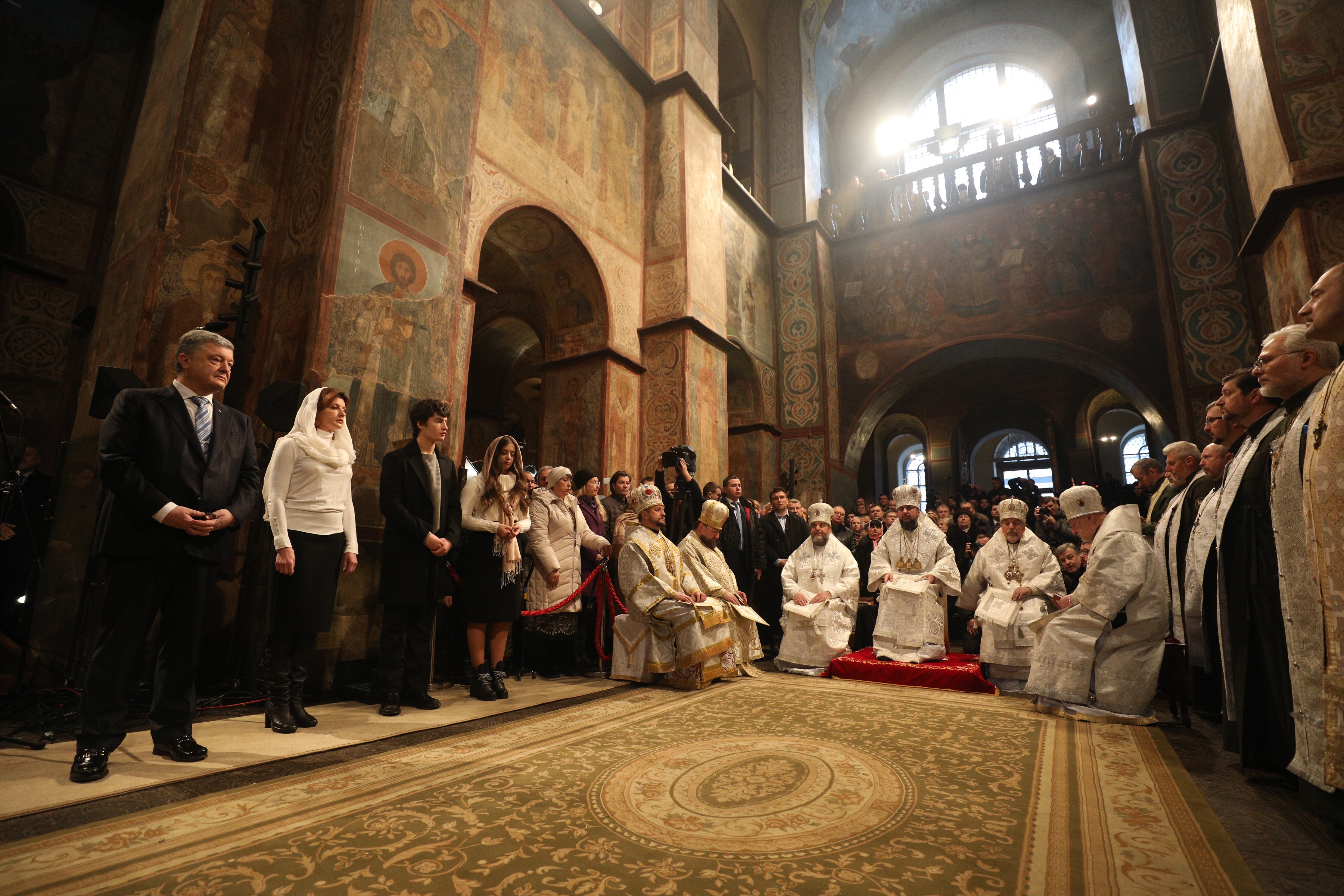